# Dizzy Panda
Dizzy Panda is een Nederlands onafhankelijk producersduo, bestaande uit Mike en Mool uit Haarlem.  Het duo gebruikt veel verschillende invloeden uit de muziek. Het debuutalbum Raw Dummy was geheel instrumentaal. De opvolgers Panda Points en Bonus Points zijn vooral beïnvloed door de triphop muziek uit de jaren '90 maar heeft ook elementen van pop, elektropop, downtempo, EDM en rock.
Het duo gaat schuil achter het masker van een panda.

## Discografie

### Albums
- Raw Dummy (2020)
- Panda Points (2022)
- Bonus Points (2022)

### Singles
| Single met eventuele hitnotering(en) in de cooltop20 | Datum van verschijnen | Datum van binnenkomst | Hoogste positie | Aantal weken | Opmerkingen |
| ---------------------------------------------------- | --------------------- | --------------------- | --------------- | ------------ | ----------- |
| Sippin' Dummy                                        | 2020                  | -                     | -               | -            | downtempo   |
| Turn off the Light                                   | 2020                  | 12-12-2020            | 14              | 3            | downtempo   |
| You Can Do (what U wanna do) ft. Yogishine           | 2021                  | 16-10-2021            | 11              | 5            | soul        |

| Single met hitnotering(en) in de Indie XL Indie Chart | Datum van verschijnen | Datum van binnenkomst | Hoogste positie | Aantal weken |
| ----------------------------------------------------- | --------------------- | --------------------- | --------------- | ------------ |
| Turn off the Light                                    | 2020                  | 19-12-2020            | 25              | 7            |

## Trivia
In 2021 eindigde het nummer 'Turn off the Light' op plek 1997 in de Snob2000. 
Het album 'Panda Points' is als limited edition verschenen op CD. 